# 起凤山
起凤山，是一座山峰，位于中国广西壮族自治区南宁市武鸣区城东镇夏黄村旁。

## 概述
在武鸣县城东3公里的香山河畔。两峰平地拔起，如双凤腾空，故得其名。东峰有读书岩，为明末晋江人黄锡衮弃官读书处。峰北有太极洞，洞额为黄锡衮所题。读书岩下方，有岩与洞相通。洞口南侧石壁上，刻有楷书“凤”字，与阳朔县碧莲峰的“带”字，同为清代阳朔代理知县王元仁所书。西峰有合云岩，临江有钓台，钓台巨石刻有黄锡衮和黄燥的唱和诗。它也是武鸣县的八大景区之一。